# إتويتا
إتويتا بلدية في ولاية ميناس جيرايس في المنطقة الجنوبية الشرقية من البرازيل.
تضم المدينة عائلات لاجئي بوميرانيان من الحرب العالمية الثانية.